# Wikipédia en konkani
Wikipédia en konkani (en konkani : कोंकणी विकिपीडिया [Konknni Wikipidia], ಕೊಂಕ್ಣಿ ವಿಕಿಪೀಡಿಯಾ) est l'édition de Wikipédia en konkani, langue indique méridionale de la famille indo-aryenne parlée en Inde. L'édition est lancée en 16 juin 2015,,,,. Son code est : gom.
Au 21 mars 2025, l'édition en konkani contient 3 613 articles et compte 10 915 contributeurs, dont 15 contributeurs actifs et 4 administrateurs.

## Présentation

Le konkani appartient au groupe des langues indiques méridionales des langues indo-aryennes. : Marathi-Konkani
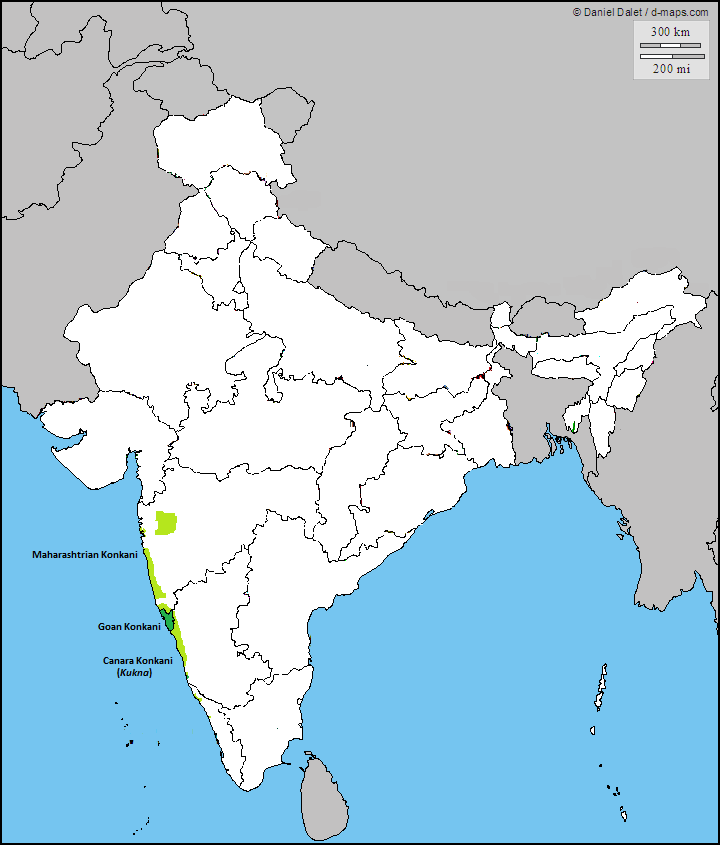
Aire de diffusion du konkani.

## Statistiques
- Le 29 octobre 2022, l'édition en konkani contient 3 561 articles et compte 8 805 contributeurs, dont 17 contributeurs actifs et 3 administrateurs.
- Le 30 septembre 2024, elle contient 3 598 articles et compte 10 596 contributeurs, dont 12 contributeurs actifs et 4 administrateurs.